# Роберт Гарет
Роберт С. Гарет (енгл. Robert Garrett; Балтимор Мериленд, 24. мај 1875 — Балтимор Мериленд, 25. април 1961) је бивши амерички свестрани атлетичар, који је на Првим олимпијскким играма 1896. био двоструки победник у бацању диска и бацању кугле.
Гарет је био из богате породице и студирао је на Универзитету Принстон, где је био капитен репрезентације универзитета. Када је одлучио да учествује и такмичи се на првим модерним Олимпијским играма 1896. у Атини, професор Вилијам Милиган Слоан му је предложио да се опроба у бацању диска.
Консултовао је стручњаке да му набаве нацрт диска и онда је дао да му се направи диск. Из незнања направљен је веома тежак диск око 14 кг што је било немогуће бацати. Одлучио је да иде на Олимпијске игре, а пошто је био богат платио је пут још тројици својих другова (Франсис Лејн трећи на 100 метара, Херберт Џејмисон други на 400 метара, Алберт Тајлер други у скоку мотком).
За бацање диска био је потребан посебан стил. Гарет је у прва два покушаја бацао погрешно. Бацао је диск свом снагом и уместо да диск лети паралелно са тереном, он се окренуо и летео вертикално и скоро ударио неког из публике. Оба страна такмичара и Американци су су подсмевали његовом бацању.
 Гаретов последњи покушај бацања уз гласан узвик био је добар и за 20 цм пребацио је хитац водећег Грка Панајотис Параскевопулоса, постигавши дужину од 29,15 метара.
Гарет је учествовао у још неколико дисциплина. Тако је победио у бацању кугле резултатом од 11,22 метара, у скоку увис са 1,65 делио је друго место са Џејмсом Брендан Конолијем а у скоку удаљ поново други скоком од 6,00 метара.
После оваквог успеха Гарет учествује и на Олимпијским играма 1900. у Паризу, где осваја треће место у троскоку без залета скоком од 9,50 м и треће место у бацању кугле хицем од 12,37 метара.